# 一氧化铬
一氧化铬的化学式为CrO， 又称氧化亚铬或氧化铬(II)。它是一种黑色粉末，有着氯化钠晶型。
次磷酸及其盐能将三氧化二铬还原为一氧化铬：
H3PO2 + 2 Cr2O3 → 4 CrO + H3PO4
一氧化铬在空气中迅速被氧化。
一氧化铬也可以通过铬汞齐和硝酸反应制备，得到易潮解的黑色粉末，纯的一氧化铬是棕红色的六方型晶体。

## 化学性质
一氧化铬可以在空气中燃烧，产生三氧化二铬。一氧化铬在所有温度下都是介稳的，不溶于水和某些稀酸，但却溶于稀盐酸生成一个同时含有二价铬和三价铬的溶液。一氧化铬是强还原剂。

## 铬的其他氧化物
- 三氧化二铬
- 二氧化铬
- 三氧化铬